# Підзамче (Буськ)
Підзамче - передмістя у північно-західній частині Буська, розташоване на лівому корінному березі Західного Бугу та його притоці Полтві. Охоплює сучасні міські вулиці Львівську та Підзамче.

## Етимологія
Назва передмістя співвідносна з лексикалізованим прийменниковим сполученням "під замком" ("територія під (перед) замком"). Сучасну назву отримало, очевидно, у XV-XVI ст., коли на Великому городищі звели дерев'яний замок.

## Історичні факти
Виявлено сліди поселень епохи енеоліту, локальних варіантів трипільської культури (т. зв. "малицька" група кераміки). За переказами, на території передмістя з ХІ століттяі аж до XVIII ст. діяв монастир Отців Василіян.
| Україна | Це незавершена стаття з географії України. Ви можете допомогти проєкту, виправивши або дописавши її. |